# Elección legislativa de Francia de 1898
Las elecciones legislativas de Francia de 1898 se realizaron el 8 y 22 de mayo de 1898.

## Resultados
| Partido | Partido                    | Votos     | %      |
| ------- | -------------------------- | --------- | ------ |
|         | Republicanos Progresistas  | 3.262.725 | 40.25% |
|         | Radicales Independentes    | 1.293.507 | 15.96% |
|         | Ralliés                    | 905.110   | 11.16% |
|         | Monarquistas               | 887.759   | 10.95% |
|         | Socialistas                | 791.148   | 9.76%  |
|         | Partido Radical-Socialista | 629.572   | 7.77%  |
|         | Nacionalistas              | 336.302   | 4.15%  |

- Datos: Q942812